# Concordia (Magdalena)
Concordia è un comune della Colombia facente parte del dipartimento di Magdalena.
L'istituzione del comune è del 24 giugno 1999.